# Aboubacar Somparé
El Hadj Aboubacar Somparé (* 31. August 1944 in Boké; † 2. November 2017 in Conakry) war ein guineischer Politiker und von 22. Dezember 2008 bis zum 24. Dezember 2008 kommissarisch Präsident von Guinea.
Somparé war zwischen 1978 und 1984 Botschafter der Republik Guinea in Frankreich. In den Jahren 1987 bis 1989 stand er als Rektor der Université de Conakry vor. Im April 1997 wurde er zum Generalsekretär der Regierungspartei Parti de l’unité et du progrès (PUP) gewählt. Drei Monate nach den Parlamentswahlen im Juni 2002 wurde Somparé am 23. September 2002 zum Präsidenten der guineischen Nationalversammlung gewählt.
In dieser Funktion hätte er gemäß der Verfassung nach dem Tod von Staatspräsident Lansana Conté am 22. Dezember 2008 kommissarisch für 60 Tage die Amtsgeschäfte übernehmen sollen, allerdings putschte das Militär unmittelbar nach der Todesnachricht Contés.